# Francófonos de Territorios del Noroeste

Bandera de los Franco-Tenois.

Los francófonos de los Territorios del Noroeste son los hablantes del idioma francés en el territorio canadiense de los Territorios del Noroeste